# 네가 없는 밤
《네가 없는 밤》은 비오의 노래이자 Show Me The Money 10의 결승곡이다.
네가 없는 밤은 2021년 12월 4일 멜론, 지니, 벅스, FLO에서 각각 7위, 5위, 5위, 5위를 차지했다.